# Piaski (Krynica Morska)
Piaski je polské rekreační středisko na pobřeží Baltského moře, ležící na štíhlé Viselské kose v mezoregionu Mierzeja Wiślana. Patří k vesnici Krynica Morska v okrese Nowy Dwór Gdański v Pomořském vojvodství. Místo se nalézá několik kilometrů od polsko-ruské státní hranice, která rozděluje kosu na dvě části.

## Obyvatelstvo
Žije zde asi 200 obyvatel.

## Ekonomika
Hlavním zdrojem obživy je rybářství, v letních měsících pak turistika. Nacházejí se tu kempy s plážemi (včetně naturistických).

## Dopravní obslužnost
Dopravní spojení se zbytkem země zajišťuje silnice číslo 501, která zde končí. 

## Jednání o hraničním přechodu
Představitelé Pomořského vojvodství zahájili v roce 2004 v Kaliningradu jednání o vybudování hraničního přechodu s Ruskem, který by měl přispět k rozvoji cestovního ruchu mezi oběma částmi kosy. Přechod měl vzniknout v horizontu několika let a měl být určen pouze pro osobní dopravu. Avšak zhoršené vztahy s Ruskem to neumožnily.

## Původní název
Původní název místa byl Nowa Karczma podle středověké hospody, která se na místě nalézala od roku 1429.